# Frank Norris
Benjamin Franklin Norris, Jr. (Chicago, Illinois, 5 de Março de 1870 — 25 de outubro de 1902, São Francisco) foi um jornalista e romancista norte-americano durante a Era Progressista, cuja ficção era predominantemente no gênero naturalista. Seus trabalhos notáveis incluem McTeague: A Story of San Francisco (1899), The Octopus: A Story of California (1901) e The Pit (1903).

## Carreira
O trabalho de Frank Norris geralmente inclui representações de sofrimento causado por monopólios corporativos corruptos e gananciosos da virada do século. No The Octopus: A California Story, a Pacific and Southwest Railroad está implicada no sofrimento e nas mortes de vários fazendeiros no sul da Califórnia. No final do romance, após um sangrento tiroteio entre fazendeiros e agentes ferroviários em uma das fazendas (chamada Los Muertos), os leitores são encorajados a ter uma "visão mais ampla" que vê que "através do turbilhão de sangue na vala de irrigação ... a grande colheita de Los Muertos rolou como uma inundação das serras ao Himalaia para alimentar milhares de espantalhos famintos nas planícies áridas da Índia". Embora o capitalismo de mercado livre cause a morte de muitos dos personagens do romance, essa "visão mais ampla sempre... Boa".
O romance Vandover and the Brute, escrito na década de 1890, mas não publicado até depois de sua morte, é sobre três amigos de faculdade se preparando para se tornarem bem-sucedidos e a ruína de um devido a um estilo de vida degenerado. 
Além de Zola, a escrita de Norris foi comparada à de Stephen Crane, Theodore Dreiser, e Edith Wharton.

## Trabalhos
Ficção
- (1892). Yvernelle. Philadelphia: J.B. Lippincott Company.
- (1898). Moran of the "Lady Letty": A Story of Adventure Off the California Coast. New York: Doubleday & McClure Co.
- (1899). McTeague: A Story of San Francisco. New York: Doubleday & McClure Co.
- (1899). Blix. New York: Doubleday & McClure Co.
- (1900). A Man's Woman. New York: Doubleday & McClure Co.
- (1901). The Octopus: A Story of California. New York: Doubleday, Page & Co.
- (1903). The Pit: A Story of Chicago. New York: Doubleday, Page & Co.
- (1903). A Deal in Wheat and Other Stories of the New and Old West. New York: Doubleday, Page & Company.
- (1906). The Joyous Miracle. Nova York: Doubleday, Page & Company.
- (1909). The Third Circle. Nova York: John Lane Company.
- (1914). Vandover and the Brute. Nova York: Doubleday, Page & Company.[11]
- (1931). Frank Norris of "The Wave." Stories & Sketches From the San Francisco Weekly, 1893 to 1897. São Francisco: The Westgate Press.
- (1998). The Best Short Stories of Frank Norris. Nova York: Ironweed Press Inc.

Histórias curtas
- (1907). "A Lost Story." In: The Spinners' Book of Fiction. São Francisco e Nova York: Paul Elder and Company.
- (1909). "The Passing of Cock-Eye Blacklock." In: California Story Book. São Francisco: Pub. by the English Club of the University of California.
- (1910). "San Francisco's Old Chinatown." In: Pathway to Western Literature. Stockton, Cal.: Nettie E. Gaines.

Não-ficção
- (1898). The Surrender of Santiago. Unknown
- (1903). The Responsibilities of the Novelist. Nova York: Doubleday, Page & Company.
- (1986). Frank Norris: Collected Letters. São Francisco: The Book Club of California.
- (1996). The Apprenticeship Writings of Frank Norris 1896–1898. Philadelphia: American Philosophical Society.

Artigos selecionados
- "The True Reward of the Novelist," The World's Work, Vol. II, 1901.
- "Mr. Kipling's Kim," The World's Work, Vol. II, May/October 1901
- "The Need of a Literary Conscience," The World's Work, Vol. III, 1901/1902.
- "The Frontier Gone at Last," The World's Work, Vol. III, 1901/1902.
- "The Novel with a 'Purpose'," The World's Work, Vol. IV, 902.
- "A Neglected Epic," The World's Work, Vol. V, 1902/1903.

Traduções
- "Fifi," de Léon Faran, The Wave, Vol. XVI, No. 4, 1897.
- "Not Guilty," de Marcel l'Heureux, The Wave, Vol. XVI, No. 25, 1897.
- "Story of a Wall," de Pierre Loti, The Wave, Vol. XVI, No. 35, 1897.
- "An Elopement," de Ferdinand Bloch, The Wave, Vol. XVI, No. 52, 1897.

Coleções
- The Complete Works of Frank Norris. Nova York: P.F. Collier Sons Publishers, 1898–1903 (4 Vols.)
- Complete Works of Frank Norris. Nova York: Doubleday, Page & Company, 1903 (7 Vols.)
- The Collected Works of Frank Norris. Nova York: Doubleday, Doran & Company, Inc., 1928 (10 Vols.)
- Norris: Novels and Essays. Nova York: Library of America, 1986.
- A Novelist in the Making: A Collection of Student Themes, and the Novels Blix and Vandover and the Brute. Harvard University Press, 1970